# Tipula bicalcarata
Tipula bicalcarata är en tvåvingeart som beskrevs av Evgenyi Nikolayevich Savchenko 1965. Tipula bicalcarata ingår i släktet Tipula och familjen storharkrankar. Inga underarter finns listade i Catalogue of Life.